# Liste der Naturschutzgebiete im Landkreis Sömmerda
Im Thüringer Landkreis Sömmerda gibt es acht Naturschutzgebiete.
| Name des Gebietes    | Bild           | Kennung | WDPA   | Landkreis / Stadt                   | Beschreibung / Bemerkungen | Standort | Fläche in Hektar | Datum der Verordnung |
| -------------------- | -------------- | ------- | ------ | ----------------------------------- | -------------------------- | -------- | ---------------- | -------------------- |
| Alperstedter Ried    | weitere Bilder | 046     | 14488  | Landkreis Sömmerda                  |                            | Position | 101,6            | 1967                 |
| Brembacher Weinberge | weitere Bilder | 071     | 329300 | Landkreis Sömmerda                  |                            | Position | 122,6            | 2004                 |
| Finnberg             |                | 015     | 163102 | Landkreis Sömmerda                  |                            | Position | 72,7             | 1961                 |
| Haßlebener Ried      |                | 060     | 318509 | Landkreis Sömmerda                  |                            | Position | 57,2             | 2003                 |
| Hohe Schrecke        | weitere Bilder | 375     | 329442 | Kyffhäuserkreis, Landkreis Sömmerda |                            | Position | 3437,3           | 2004                 |
| Im Haken             |                | 043     | 163869 | Landkreis Sömmerda                  |                            | Position | 18,6             | 1961                 |
| Schwansee            |                | 047     | 165484 | Landkreis Sömmerda                  |                            | Position | 76,8             | 1961                 |
| Wipperdurchbruch     | weitere Bilder | 085     | 14473  | Kyffhäuserkreis, Landkreis Sömmerda |                            | Position | 631,6            | 1961                 |